# 11 Comae Berenices
11 Comae Berenices (11 Com) es un sistema estelar en la constelación de Cabellera de Berenice.
De magnitud aparente +4,74, es el cuarto más brillante de su constelación, después de β Comae Berenices, Diadem (α Comae Berenices) y γ Comae Berenices.
Se encuentra, de acuerdo a la nueva reducción de los datos de paralaje del satélite Hipparcos, a 290 años luz del sistema solar.

## Características
La estrella primaria de 11 Comae Berenices es una gigante amarilla de tipo espectral G8III cuya temperatura efectiva es de 4806 ± 34 K.
Es 175 veces más luminosa que el Sol y tiene un diámetro 19 veces más grande que el diámetro solar.
Gira sobre sí misma lentamente y su velocidad de rotación proyectada es de solo 0,6 km/s.
Su masa se estima en 2,7 ± 0,3 masas solares.
La estrella secundaria tiene magnitud +12,9 y se halla separada visualmente 9,1 segundos de arco de la estrella primaria.
El sistema muestra un contenido metálico inferior al solar, siendo su índice de metalicidad [Fe/H] = -0,36.
Tiene una edad aproximada de 309 millones de años.

## Compañera subestelar
En 2008 se descubrió un objeto, denominado 11 Comae Berenices b, en órbita alrededor de la estrella primaria de este sistema.
Tiene una masa 19,4 veces mayor que la masa de Júpiter, por encima del límite de fusión del deuterio, lo que implica que dicho objeto es una enana marrón.
Su período orbital es de 326 días y el semieje mayor de su órbita es de 1,29 UA.
| Acompañante (En orden desde la estrella) | Masa (MJ)    | Período orbital (días) | Semieje mayor (UA) | Excentricidad |
| ---------------------------------------- | ------------ | ---------------------- | ------------------ | ------------- |
| 11 Comae Berenices b                     | > 19,4 ± 1,5 | 326,03 ± 0,3           | 1,29 ± 0,05        | 0,231 ± 0,005 |